# Міколайкі-Поморські
Міколайкі-Поморські (пол. Mikołajki Pomorskie, нім. Nikolaiken; 1938-1945: Niklaskirchen) — село в Польщі, у гміні Міколайки-Поморські Штумського повіту Поморського воєводства.
Населення — 1440 осіб (2011).
У 1975-1998 роках село належало до Ельблонзького воєводства.

## Демографія
Демографічна структура станом на 31 березня 2011 року:
|          | Загалом | Допрацездатний вік | Працездатний вік | Постпрацездатний вік |
| -------- | ------- | ------------------ | ---------------- | -------------------- |
| Чоловіки | 715     | 149                | 508              | 58                   |
| Жінки    | 725     | 135                | 445              | 145                  |
| Разом    | 1440    | 284                | 953              | 203                  |